# Boreotrophon multicostatus
Boreotrophon multicostatus är en snäckart som först beskrevs av Johann Friedrich von Eschscholtz 1829.  Boreotrophon multicostatus ingår i släktet Boreotrophon och familjen purpursnäckor. Inga underarter finns listade i Catalogue of Life.